# Hayalim Almonim
Hayalim Almonim (חיילים אלמונים, Soldati Anonimi) è una canzone del 1932 composta da Avraham Stern, il fondatore e comandante del Lehi, e dalla sua sposa Ronnie. Fu una delle sue prime canzoni.
La canzone fu l'inno del movimento Irgun fino al 1940. Quando il suo autore, Abraham Stern, si separo dall'Irgun per divergenze ideologiche e tattiche e formò il Lehi, si portò dietro l'inno.
L'ultimo verso della prima strofa divenne il motto dell'Irgun.
Il cantante canadese di origini israeliane Shi 360, ne ha inciso una versione Hip hop, in cui al brano originale sono alternate parti Hip hop.
Il gruppo metal Arallu ne ha tratto una versione metal.

## Il testo

### Prima strofa
| חיילים אלמונים הננו, בלי מדים, וסביבנו אימה וצלמוות. כולנו גויסנו לכל החיים: משורה משחרר רק המוות. בְּיָמִים אֲדֻמִים שֶׁל פְּרָעוֹת וְדָמִים, בַּלֵּילוֹת הַשְׁחוֹרִים שֶׁל יֵאוּשׁ, בֶּעָרִים, בַּכְּפָרִים אֶת דִּגְלֵנוּ נָרִים, וְעָלָיו: הֲגָנָה וְכִבּוּש! | Hayalim almonim hinenu, bli madim, us’sviveinu eima ve'tzalmavet kulanu guyasnu le'chol ha'haim: mi'shura meshrachrer rak ha'mavet. Beyamim adumim shel pera'ot vedamim, Balleilot hashchorim shel ye'ush, Be'arim, bakkefarim et diglenu narim, Ve'alav haganah vechibbush! | Siamo soldati anonimi, senza uniforme, e tutt'intorno a noi è il terrore e l'ombra della morte, Per tutta la vita siamo arruolati: solo la morte può congedarci dal nostro dovere . Nei giorni rossi di rivolta e sangue Nelle notti buie di dolore e disperazione In città e villaggi alzeremo la nostra bandiera Sulla quale è scritto "difesa e conquista!" |